# Театр робітничої молоді
Театр робітничої молоді (ТРОМ), особлива форма театральної самодіяльности. Так званий тромівський рух, керований комсомолом, поширився в Україні 1925—1934 у Харкові (1925), Одесі, Києві (1928), Дніпропетровську, Запоріжжі (1929), Луганську, Миколаєві, Маріуполі, Горлівці та ін.
Творчою діяльністю керувала Центральна рада ТРОМів, утворена 1929 при ЦК ЛКСМУ.
1931 в Україні було близько 50 таких театрів і понад 10 їх філій на заводах, шахтах тощо.
У їх репертуарі переважали актуальні агітаційні напівімпровізовані п'єси, побудовані переважно на місцевому матеріалі. Колективи ТРОМ виступали в цехах, на фабричних подвір'ях, у заводських клубах, на підприємствах, аґітуючи за виконання і перевиконання планів.
Критиковані за антиреалістичні ухили, більшість ТРОМ 1932 припинили свою діяльність.

## Київський ТРОМ
Київський ТРОМ відомий тим, що спеціально для цього театру написав свій перший драматичний твір Олександр Корнійчук. Його п'єса «На грані» була вперше поставлена цим театром 3 грудня 1928 року — режисер І. Дєєва, художник-сценограф С. Зарицький, композитор І. Віленський.
Театр діяв у приміщенні на Хрещатику, 36.

## Харківський ТРОМ
Театр засновано 1925 року на базі театру Пролеткульту при ЦК ЛКСМУ. До складу театру ввійшли представники молоді харківських заводів, яка поєднувала гру в театрі з роботою на виробництві. З 1930 — Харківський центральний ТРОМ. У складі трупи: Поліна Куманченко, Віктор Мізиненко та ін. При театрі діяла драматична студія.
В репертуарі: твори І. Карпенка-Карого, М. Кропивницького, М. Старицького, М. Куліша та ін.
На базі Харківського ТРОМ, художнім керівником якого 1932—1937 років був режисер курбасівської школи Борис Тягно, і Театру Революції виник 1937 Харківський Театр ім. Ленінського Комсомолу (з 1940 — Чернівецький український музично-драматичний театр імені О. Ю. Кобилянської).

## Одеський ТРОМ
Одеський перший державний комсомольський театр рабітничої молоді «ТРОМ» Одеського обласного відділу мистецтв діяв у 1928—1935 роках. Директор — Я. Хейфець, художній керівник — Є. П. Купченко, завідувач музчастиною — М. П. Скаковський.
Серед його акторів (1934 рік) — згодом народний артист СРСР Петро Львович Монастирський (1915—2013).
Театр працював у приміщенні доходного будинку Генцельмана на вулиці Ланжеронівській. Нині на першому поверсі будівлі знаходиться філія Одеського краєзнавчого музею «Степова Україна».